# Juanita Banana
Juanita Banana ist ein im Jahr 1966 von Tash Howard und Murray Kenton geschriebenes Lied, das zunächst von den The Peels aufgenommen wurde. Das Lied erreichte Platz 8 der deutschen Charts, wo es sich sieben Wochen hielt. In Belgien wurde das Lied ein Nummer-eins-Hit. Eine deutschsprachige Version mit einem Text von Günter Loose stammt von Billy Mo. Eine weitere deutschsprachige Version wurde vom Radiomoderator Mal Sondock aufgenommen.
Das Lied erzählt die Geschichte der Tochter eines mexikanischen Bananenfarmers, die anstrebt, eine Opernsängerin zu werden. In der Stadt gelingt ihr der Durchbruch zum Star, worauf der Vater die Farm verkauft und sich eine Gitarre kauft. Der Refrain ist eine Anlehnung an das Lied Caro Nome aus Giuseppe Verdis Oper Rigoletto.
Das Lied wurde mehrfach gecovert, darunter im selben Jahr von Henri Salvador.